# Alexeter nebulator
Alexeter nebulator là một loài tò vò trong họ Ichneumonidae.